# あなただったら?
『あなただったら?』は、1986年3月3日～4月18日にTBS「花王 愛の劇場」枠にて放送された昼ドラマである。

## 概要
当初、タイトルは『すりかえ…』で企画されていた。

## キャスト
- 杉田かおる
- 北詰友樹
- 鳳八千代
- 賀来千香子
- 茅島成美
- 根上淳
- 草川祐馬
- 岸久美子
- 石浜朗
- 三島ゆり子
- 南条弘二

## スタッフ

### 主題歌
- 「つらいけど」（作詞：宇山清太郎 作曲：秦英二郎 歌：原大輔）